# Rhadinaea hesperia
Rhadinaea hesperia este o specie de șerpi din genul Rhadinaea, familia Colubridae, descrisă de Bailey 1940. A fost clasificată de IUCN ca specie cu risc scăzut. Conform Catalogue of Life specia Rhadinaea hesperia nu are subspecii cunoscute.